# Polsko na Zimních olympijských hrách 2014
Polsko na Zimních olympijských hrách v Soči reprezentuje 59 sportovců v 11 disciplínách.

## Medailisté
| Medaile | Jméno                                                                                   | Sport           | Disciplína                  | Datum     |
| ------- | --------------------------------------------------------------------------------------- | --------------- | --------------------------- | --------- |
| Zlato   | Zbigniew Bródka                                                                         | Rychlobruslení  | Muži 1500 m                 | 15. února |
| Zlato   | Justyna Kowalczyková                                                                    | Běh na lyžích   | Ženy 10 km klasicky         | 13. února |
| Zlato   | Kamil Stoch                                                                             | Skoky na lyžích | Muži střední můstek         | 9. února  |
| Zlato   | Kamil Stoch                                                                             | Skoky na lyžích | Muži velký můstek           | 15. února |
| Stříbro | Katarzyna Bachledová-Curuśová Natalia Czerwonková Katarzyna Woźniaková Luiza Złotkowská | Rychlobruslení  | Ženy stíhací závod družstev | 22. února |
| Bronz   | Zbigniew Bródka Konrad Niedźwiedzki Jan Szymański                                       | Rychlobruslení  | Muži stíhací závod družstev | 22. února |